# Kirche in Bayern
Kirche in Bayern ist der Name eines Fernsehmagazins und der gleichnamigen Arbeitsgemeinschaft aus katholischen und evangelischen Körperschaften in Bayern, die unter dem Titel „…das ökumenische Fernsehmagazin“ seit 2001 eine wöchentliche Fernsehsendung über mehrere bayerische lokale Fernsehsender und über Bibel TV ausstrahlen. Kirche in Bayern ist eigenständig von der BLM als Programmveranstalter lizenziert. Sitz der produzierenden Fernsehredaktion der Diözese Würzburg ist der Kardinal-Döpfner-Platz in Würzburg; im selben Gebäude, in dem auch das katholische Sonntagsblatt der Diözese Würzburg erscheint.

## Gesellschafter (nach BLM-Angaben)
- Katholische Kirche: Erzdiözese Bamberg, Erzdiözese München und Freising, vertreten durch den St. Michaelsbund, Diözese Eichstätt, Diözese Passau, Diözese Würzburg
- Katholische Werke: Kirche in Not/Ostpriesterhilfe, missio München, Renovabis
- Evangelische Kirche: Evangelische Landeskirche, vertreten durch den Evangelischen Presseverband für Bayern (epv)

## Profil des Fernsehmagazins
Die knapp 30-minütigen Sendungen greifen Themen und Veranstaltungen der bayerischen Kirchen auf, bringen Nachrichten mit kirchlichem Hintergrund und porträtieren Persönlichkeiten, deren Glaube in Wort und Tat vorgestellt wird. Neben den Beiträgen aus dem eigenen Fernsehstudio in Würzburg gibt es Kooperationen mit anderen kirchlichen Produktionsstätten wie z. B. der Fernsehredaktion Diözese Passau (Christpod.de und eigenes Regionalmagazin). Das Magazin moderieren Britta Hundesrügge und Bernadette Schrama im Wechsel.
Zu den behandelten Themen gehören alle Bereiche, in denen die kooperierenden Kirchen tätig sind, einschließlich Berichte über Projekte, Veranstaltungen oder sonstiges kirchliches Engagement mit kulturellem oder sozialem Hintergrund. Das Fernsehmagazin hat einerseits einen regionalen Bezug, andererseits wird auch versucht, regionale Themen so darzustellen, dass auch das über Bibel TV erreichbare internationale Publikum angesprochen wird. Freikirchliche oder interreligiöse Themen gehören nur in Ausnahmefällen zum Programm.

## Empfang
Das Magazin wird über die Frequenzen der folgenden Sender ausgestrahlt:
- Lokalsender: TV touring (Würzburg, Schweinfurt), Main TV, Franken Fernsehen im Großraum Nürnberg, ittv Ingolstadt bis Neumarkt, München TV, TV Oberfranken, TV Oberpfalz, TVA Region Regensburg, TRP1 Passau, Donau TV, RFL Landshut, RFO Regionalfernsehen Oberbayern.
- überregional: Bibel TV und ONTV.

Über die regionalen Sender ist das Magazin in den örtlichen Kabelnetzen zu empfangen, überregional über Bibel TV im grundverschlüsselten Digitalbouquet von Vodafone Kabel Deutschland. Über Bibel TV und die meisten Lokalsender ist die Sendung auch im Internet live empfangbar, darunter auch Zattoo (Bibel TV). On-Demand sind die Sendungen über die eigene Website und über die Portale von Kooperationspartnern abrufbar. Über die eigene Homepage können die Sendungen auch lokal heruntergeladen werden.